# Бугрен, Анна
Анна Бугрен (швед. Anna Bogren) — шведская ориентировщица, чемпионка мира по спортивному ориентированию.
Впервые стала чемпионкой мира в 1993 году, когда выиграла короткую дистанцию.
На следующем чемпионате мира в Германии в 1995 году разделила бронзу на короткой дистанции (4.4 км 14 кп)
со своей соотечественницей Марленой Янссон (швед. Marlena Jansson). Обе спортсменки показали одинаковый результат (29 мин 29 сек)
и им обеим были вручены бронзовые медали.
Два раза в составе шведской эстафетной команды выигрывала золотые медали чемпионатов мира (1993 и 1997),
а в 1995 году с эстафетной командой завоевала серебряные медали.